# Маљевиће
Маљевиће (алб. Malaj) је насељено место у општини Пећ, на Косову и Метохији. Према попису становништва из 2011. насеље више нема становника.

## Становништво
Према званичним пописима, Маљевиће је имало следећи број становника:
| Демографија | Демографија | Демографија |
| Година      | Становника  | Становника  |
| ----------- | ----------- | ----------- |
| 1948.       | 198         |             |
| 1953.       | 166         |             |
| 1961.       | 190         |             |
| 1971.       | 259         |             |
| 1981.       | 190         |             |
| 1991.       | 162         |             |
| 2011.       | 0           |             |